# Du riechst so gut
«Du riechst so gut» (en español: «Hueles tan bien») fue el primer sencillo publicado por Rammstein en su primer álbum Herzeleid. Se han realizado dos versiones de esta canción con sus correspondientes videos:
- 1995: es la versión original incluida dentro del álbum Herzeleid. Aparece el grupo con la estética de la portada del disco, con decorados blancos, un perro Dóberman y las flores de fondo.

- 1998: reeditada en 1998 para la versión especial de Sehnsucht, con ligeros cambios en la instrumentación. El video muestra a los diferentes miembros del grupo en forma de vampiro que persiguen a una dama de forma compulsiva a través de su olor. Según un comentario de Christian "Flake" Lorenz, no se trataba de un hombre lobo, sino de un vampiro, aunque también han reconocido que se inspiraron en el libro El perfume.

Lista de canciones:
1. Du riechst so gut (Versión sencillo) - 4:50
2. Du riechst so gut (Frecce Tricolor Remix) - 4:57
3. Wollt ihr das Bett in Flammen sehen? (Álbum Versión) - 5:19

## Du riechst so gut '98
1. «Du riechst so gut '98» - 4:24
2. «Du riechst so gut» (Remix by Faith No More) - 1:58
3. «Du riechst so gut» (Remix by Günter Schulz & Hiwall Marshall) - 4:17
4. «Du riechst so gut» (Remix by Sascha Konietzko) - 4:47
5. «Du riechst so gut» (Remix by Olav Brühn [Bobo in White Wooden Houses]) - 4:45
6. «Du riechst so gut» (Remix by Sascha Möser [Bobo in White Wooden Houses]) - 3:53
7. «Du riechst so gut» (Remix by Jacob Hellner / Marc Stagg) - 4:34
8. «Du riechst so gut» (Remix by Günter Schulz "Migräne") - 5:18
9. «Du riechst so gut» (Multimedia Track "Original Video '95")

- Datos: Q171055